# Augustin Strobach
Augustin Strobach (12. března 1646 Jihlava – 27. srpna 1684 ostrov Rota, Mariany) byl moravský jezuita a misionář.

## Život
Augustin Strobach se narodil v jihlavské měšťanské rodině rodičům Janovi a Markétě. Po biřmování získal jméno Aloysius. Mladý Augustin studoval v Jihlavě a poté na olomoucké univerzitě filosofii a teologii. Do řádu Tovaryšstva Ježíšova byl přijat 14. října 1667. V noviciátě vyučoval na jezuitských školách ve Znojmě a Hlohově, dále pak v Litoměřicích a Uherském Hradišti. Později podnikal misijní cesty, a to z Itálie do Španělska, do Mexika, na Filipíny a nakonec na Mariánské ostrovy.

## Misijní činnost
Od počátku jeho řeholní dráhy mu byl vzorem patron všech jezuitských misionářů sv. František Xaverský. V roce 1681 se vydal na cestu do zámoří. Vyplul ze španělského Cádizu a přes mexický Veracruz a Acapulco se dostal až na Mariánské ostrovy v Tichomoří. Na stejné lokaci působil i další jezuita z České provincie mohelnický rodák Matěj Kukulín. Mariany byly španělskou kolonií a jeho domorodí obyvatelé byli předobrazem osvícenského narativu o „ušlechtilém divochovi“. Strobach popisoval ve svých listech domů místní poměry, přičemž především zdůrazňoval zcela jiný hodnotový systém, než jaký měli Evropané. Hlavně se jednalo o nezkaženost ve vztahu k cenným kovům, když: „… stříbro, zlato a drahokamy a tudíž není zde nenasytné lakoty, o níž vůbec žádný obyvatel Mariánských ostrovů nic neví.“ Strobach měl dobrý pozorovací talent, byl ochotným sběratelem poznatků, místních zvyků (především funerálních), zpráv o fauně a flóře i způsobech vlády Španělů. Zachytil i narůstající rozpory mezi kolonisty a domorodci, když zpravoval o zneužívání místních obyvatel a jejich štědrosti. Rozpory mezi domácími Mariaňany a Španěly pak vyústily v povstání kmene Čamorů, při němž Strobach zemřel v červenci 1684 mučednickou smrtí.
Jeho mučednictví mělo být příkladem pro další misionáře. Kvůli tomu byly Strobachovy ostatky poslány do Prahy. V roce 1702 pak došlo k přemístění a jeho kosti byly uloženy v sakristii kostela sv. Ignáce v rodné Jihlavě. Po zrušení jezuitského řádu v habsburské monarchii v roce 1773 se relikvie ocitly na Svaté Hoře u Příbrami a při 200. výročí umučení Strobacha byly opět přeneseny ke sv. Ignáci do Jihlavy. Takto se zakončila Strobachova posmrtná cesta. Jistým specifikem u tohoto misionáře a je i to, že se zachovalo i jeho vyobrazení, což je nezvyklé.
Jezuita Emmanuel de Boye sepsal hagiografii dvou významných misionářů z České provincie. Jedním z nich byl i jihlavský rodák Augustin Strobach.